# De Kapellekensbaan
De Kapellekensbaan (volledige titel: De Kapellekensbaan of de 1ste illegale roman van Boontje) is een roman uit 1953 van de Vlaamse schrijver Louis Paul Boon. Dit boek wordt algemeen erkend als zijn meesterwerk, samen met het volgende en ermee verbonden Zomer te Ter-Muren uit 1956. Samen met dat laatste werk wordt het weleens de Bijbel van de anarchist genoemd.
Na zijn eerste publicatie veroorzaakte de roman veel opschudding vanwege het onorthodoxe karakter van vorm en inhoud en het eigenzinnig taalgebruik. Nu wordt hij als een hoogtepunt uit de Nederlandse literatuur beschouwd. Zeker na het verschijnen van de Engelse vertaling in 1972 werd Boon beschouwd als een serieuze kandidaat voor de Nobelprijs voor Literatuur. Ondanks een voordracht door de Vlaamse en Nederlandse PEN-club kreeg hij deze onderscheiding niet.
Het verhaal speelt zich af in de 19e eeuw en door een nevenconstructie waarbij de verteller ook over zijn eigen werkelijkheid schrijft tegelijkertijd ook in de 20e eeuw. Een brutaal en ambitieus burgermeisje, Ondine genaamd, probeert op allerlei manieren te ontsnappen uit het grauwe fabrieksstadje Aalst ("de stad van de twee fabrieken waar het altijd regent, zelfs als de zonne schijnt"), maar mislukt daar telkens in. Boon creëert in deze roman een aantal bonte figuren die als commentators optreden zoals Tippetotje de schilderes, de Kantieke Schoolmeester, Mossieu Colson 'van tminnesterie', Kramiek en Boons alter ego, de dichter en socialist Johan Janssens. Boon schrijft sprankelend, meevoerend proza dat toch nergens geforceerd aanvoelt, en waarbij hij het experiment niet schuwt. Zo wordt de levensgeschiedenis van Ondine voortdurend onderbroken door anekdotes, commentaren en kritieken en het boek is opzettelijk chaotisch geconstrueerd. Boons roman behoort tot wat het subjectieve realisme genoemd wordt.
... "het is een plas, een zee, een chaos: het is het boek van al wat er op de kapellekensbaan te horen en te zien viel, van tjaar 1800-en-zoveel tot op deze dag"

## Personages
Wereld van nu
- Boontje: verteller die met "ge" aangeduid wordt. Hij schrijft de roman-in-de-roman over Ondineke.
- Johan Janssens: dichter en dagbladschrijver. Hij schrijft de krantenstukjes over Reinaert de vos voor een marxistisch blad, maar breekt hier uiteindelijk mee.
- Monsieur Colson van tminnesterie: kennis van Boontje.
- Kantieke schoolmeester: kennis van Boontje. Hij vindt dat het vandaag geen zin meer heeft om een roman te schrijven.
- Tippetotje: schilderes
- Kramiek: kleinburgerlijk type
- De oude bultkarkas: hoogbejaarde die zich de tijd van vroeger heel anders herinnert dan Boontje

Ondineke
- Ondine Bosmans: meisje in Ter-Muren. In het begin is ze bijna elf jaar, op het einde een jonge volwassene.
- Carolus "Vapeur" Bosmans: Ondines vader. Hij noemt zichzelf burger, geen arbeider, want hij werkt als zelfstandige schrijnwerker ("trappenmaker"). Thuis probeert hij een perpetuum mobile te ontwerpen.
- Zotte Zulma: Ondines moeder. Zij is niet goed bij haar verstand.
- Valeer Bosmans: Ondines jongere broer. Hij is mindervalide: hij loopt mank en mist een vinger die Ondineke afgesneden heeft.
- "Christus": Ondines nonkel, broer van Zulma
- Maria: nicht van Ondine
- "Suikerspek": Maria's verloofde
- Meneerke Brys: boekhouder op de Filature. Hij spreekt in rijmpjes, en is de "eerste sociaal" en oprichter van een ziekenbond.
- Monique: nicht van meneerke Brys
- Liza: vriendin van Ondine
- Achilles Derenancourt: zoon van de eigenaar van het kasteel en de Filature.
- Norbert Derenancourt: ziekelijke broer van Achilles.
- Ludovic Gourmonprez: vrijmetselaar, zoon van de eigenaar van de Labor
- Glemasson: rijke man met monsterbuik en drie kinnen
- Oscar Schatt: simpele jongen

Reinaert
- Reinaert de vos
- Hermeline, zijn vrouw
- Isengrimus de wolf

## Vorm
Het boek breekt met de vorm van de traditionele roman. Het bestaat uit een aaneenrijging van stukjes van één à twee bladzijden. Op het eerste gezicht doet de vorm enigszins chaotisch aan, maar er zitten duidelijk drie grote verhaallijnen in:
- De overkoepelende verhaallijn speelt zich af in het heden. Hierin zien we Boontje ("ge") die aan zijn roman over Ondineke werkt. Hij discussieert met enkele kennissen over literatuur, kunst, de muziek van Bessie Smith, politiek enz. Deze kennissen zijn deels een afsplitsing van Boon zelf (vooral Johan Janssens), maar deels bezitten ze ook eigenschappen van echte kennissen van de schrijver.
- Het verhaal van Ondineke, cursief afgedrukt, wordt geschreven door de verteller Boontje en vormt een roman-in-de-roman.
- De krantenstukjes over Reinaert de vos worden geschreven door Johan Janssen voor een communistisch blad. Het zijn korte, symbolische verhaaltjes waarin Reinaert sluwe streken uithaalt en Isengrimus slachtoffer is. Deze verhaaltjes zijn gebaseerd op Van den Vos Reynaerde. Eigenlijk vormen ze een satire op de Kommunistische Partij van België. Dit thema is ook aanwezig in Boons Wapenbroeders.

De chaotische constructie van het boek en de vaststelling dat het ook om een roman over het schrijven zelf gaat, blijkt ook uit de eigenzinnige titels die Boon aan de hoofdstukken gaf:
1. Hier begint het 1ste hoofdstuk: Lente te Ter-Muren
2. Hier begint definitief het 1ste hoofdstuk: Lente te Ter-Muren
3. Hier begint het 2de hoofdstuk: vandaag wat zon en morgen wat regen en wind
4. Toch het 3de en laatste hoofdstuk: gisteren wat zon en vandaag weeral wind en regen en modder

## Samenvatting: Ondineke
Het verhaal van Ondineke speelt zich af op het einde van de negentiende eeuw in Aalst. Zij waant zich beter dan de andere inwoners van het gehucht Termuren om twee redenen. Ten eerste is ze de dochter van Carolus "Vapeur" Bosmans, een zelfstandige schrijnwerker, die er prat op gaat een burger te zijn en dus geen arbeider. Ten tweede bewaren ze thuis de sleutel van de kapel. Wanneer ze bijna elf is, slaat Ondineke Achilles en Norbert Derenancourt gade terwijl zij in de tuin van hun vaders kasteel spelen. Ze ziet hun gouden "frak" (jas), en vindt dat haar verminkte broertje Valeer er ook zo een verdient. Daarom steelt ze geld uit het offerblok van de kapel. Het is echter veel te weinig om een jas te kopen in de stad.
Ondineke wil ontsnappen aan het arme milieu van Termuren. Ze begint om te gaan met de heren Achilles Derenancourt en Ludovic Gourmonprez. Deze laatste maakt haar zwanger. Ze dumpt de baby zonder ernaar te kijken in het toilet. Later vermoedt ze dat haar ouders de zaak opgeruimd hebben, en het onderwerp komt nooit meer ter sprake.
Ze heeft een relatie met Achilles en overwintert bij hem op het kasteel, maar deze beschouwt haar slechts als een stuk speelgoed en trouwt met de zus van de rijke dikzak Glemmasson. Daarna heeft Ondineke een kortstondige relatie met Achilles' broer Norbert, totdat ze ontdekt dat hij eigenlijk Kledden is en zich als de "Lange Vrouw" verkleedt. Hij is dus een kinderverkrachter, maar wordt hier nooit voor vervolgd.
Wanneer er vier villa's gebouwd worden langs de Kapellekensbaan, gebruikt Ondineke haar charmes om voor haar vader het contract binnen te rijven voor de schrijnwerkerij. Het gezin Bosmans is echter zo dwaas om al het geld meteen uit te geven, waardoor ze de houtleverancier niet kunnen betalen. Ondineke gaat naar de familie Schatt, eigenaars van de vierde villa die hun rekening nog niet betaald hebben, en ontmoet daar Oscarke Schatt. Met deze simpele ziel zal ze uiteindelijk trouwen.

## Locatie
Alle drie de verhaallijnen spelen zich af in Aalst, vooral in de deelgemeente Erembodegem. Het gehucht Ter-Muren ligt in Erembodegem. De Kapellekensbaan en de Termurenlaan vormen eigenlijk één straat die doormidden gesneden wordt door de spoorweg ("de ijzeren weg"). De Kapel van Onze-Lieve-Vrouw-ter-Muren werd waarschijnlijk in de vijftiende eeuw gebouwd en heropgericht in 1763. Het is daar dat Ondineke geld uit het offerblok stal. Ook het kasteel, het bos en café De Jager zijn op de realiteit gebaseerd.
In het verhaal van Ondineke is ook sprake van twee fabrieken:
- Garenfabriek de Filature van de katholieke ("encyclieke") familie Derenancourt
- Dekenfabriek de Labor van de liberale ("libertijnse") familie Glemmasson

In het Aalst van de late negentiende eeuw waren er inderdaad katholieke en liberale fabrieken.

## Stijl en thematiek
Boon schreef deze roman in een periode dat hij zijn geloof in grote idealen verloor. Net als Johan Janssen geloofde hij niet meer in het marxisme, en wilde hij niet langer voor hun blad De Rode Vaan schrijven. De Droom is onbereikbaar en de wereld onverbeterbaar. Dit is de opvatting van het cultuurpessimisme. Hij schreef niet meer voor het volk, maar wel voor individuen.
Hij geloofde niet meer in de vorm van de traditionele roman, vandaar de experimentele vorm, die een voorbeeld is van modernisme.
Het taalgebruik is anticonformistisch. Hij gebruikt belgicismen als ginst (brem). Sommige woorden spelt hij bewust fout, vb. "tminnesterie" ('t ministerie). Hij gebruikt enkel hoofdletters in het begin van een zin en om belangrijke woorden te beklemtonen, vb. "Johan Janssens in zijn hoedanigheid van Dichter".
Sommige personages zijn gebaseerd op historische figuren. Meneerke Brys lijkt sterk op de socialistische boekhouder Jan Byl, en Achille Derenancourt op Romain Moyersoen. Zowel Jan Byl als Romain Moyersoen komen ook voor in Boons documentaire roman Pieter Daens.

## Ontstaan en publicatie
De ontstaansgeschiedenis van de roman was onderwerp van een door prof. Kees Fens begeleid proefschrift van Jos Muyres, De Kapellekensbaan groeit (Uitgeverij Plantage, 1995). In 1943 begon Boon aan een roman Madame Odile. Omdat hij niet langer de zin inzag van het schrijven van een traditionele roman, verscheurde hij dit onafgewerkte manuscript. Hij gooide het echter niet weg, maar herwerkte het tot het verhaal van Ondineke.
In Front - het weekblad van het Onafhankelijkheidsfront - en in Vooruit verschenen enkele stukjes uit De Kapellekensbaan in voorpublicatie onder de titel Wereld-van-nu. De roman, die Boon zelf beschreef als een stapel papier, werd door vier uitgevers geweigerd wegens onverkoopbaar, waaronder Manteau en Nijgh & Van Ditmar. Uiteindelijk verscheen het boek bij De Arbeiderspers in 1953.
Oorspronkelijk verkocht het boek niet goed. Daarom werden er enkele ingekorte versies gepubliceerd, die beter verkochten maar waar actuele thema's uit weggelaten waren. In 1979 verscheen opnieuw een volledige versie.
Van De Kapellekensbaan verschenen meer dan 100.000 exemplaren in verschillende vertalingen.

## Kritiek
De meningen over De Kapellekensbaan waren uiteenlopend. Sommige recensenten noemden de structuur chaotisch; anderen vonden het een meesterwerk.
Maurice Roelants in Elsevier van 2 mei 1953: "Boon (...) heeft een ingewikkelde, ja verwarde poespas van compositorische aard gemaakt - liever: van niet-compositorische aard."
Raymond Brulez: "Ik ken weinig romans in onze Nederlandse letteren die zo oorspronkelijk zijn van opvatting en zo persoonlijk van stijl. (...) Misschien zal men De Kapellekensbaan een gebrek aan compositie aanwrijven, maar; zoals Marcel Proust terecht opmerkte, dit is een verwijt dat telkens opduikt wanneer een bepaalde auteur de verstarde normen doorbreekt om een nieuwe vorm te scheppen die getrouw aan zijn temperament beantwoordt."
In 2008 kwam De Kapellekensbaan op de eerste plaats terecht in de "Canon van de Vlaamse Literatuur" in het weekblad Knack.

## Eerbetoon
Beeldhouwer Frans De Vree maakte een bronzen standbeeldje van Ondineke. Oorspronkelijk stond het aan de Kapellekensbaan zelf, maar wegens vandalisme werd het naar de binnenkoer van het stadhuis van Aalst verplaatst.
In Aalst bestaat er een café Ondineke en een stadsbier "Oilsjtersen Tripel - Ondineke".